# Armando Balboa Dougan
Armando Balboa Dougan (Santa Isabel, Fernando Poo, Guinea Espanyola, maig de 1931 - març de 1969), va ser un futbolista i dirigent polític equatoguineà, pertanyent a l'ètnia bubi, secretari de l'Assemblea Nacional de Guinea Equatorial després de la independència del país i militant del Moviment Nacional d'Alliberament de Guinea Equatorial (MONALIGE).
Balboa havia passat alguns anys de la seva vida a Catalunya -d'on era oriünda la seva dona- i va ser, a la fi de la dècada de 1940, membre de la plantilla d'afeccionats (filial) del Futbol Club Barcelona, en la qual destacava com a interior esquerre. Un dels seus germans, Norberto, era l'avi patern del també futbolista Javier Balboa.

## Biografia
El seu avi Manuel Balboa, va instal·lar en 1904 el primer cinema del país, a Malabo, i va participar en 1905 en les negociacions d'un acord de treball amb el govern de Libèria.
El seu pare Abilio Balboa Arkins (mort en 1967) va ser durant alguns anys alcalde de Malabo, i nomenat procurador en les Corts Espanyoles.
Armando Balboa Dougan va néixer a Santa Isabel (Malabo) al maig de 1931. Va estudiar en La Salle Bonanova de Barcelona i al seu retorn a Malabo va dirigir les joventuts del Monalige. Va concórrer com a nombre 2 en la circumscripció de Fernando Poo per aquest partit nacionalista i va ser elegit diputat a les eleccions generals de Guinea Equatorial de 1968. Tres dies després de la proclamació d'independència, Francisco Macías Nguema va presidir la primera sessió de l'Assemblea Nacional de Guinea Equatorial en el palau de la Cambra agrària de Malabo on Balboa va ser escollit secretari de l'Assemblea i posteriorment nomenat director de la televisió guineana.
Balboa va ser detingut i internat a la presó de Bata durant la crisi diplomàtica amb Espanya, després del suposat intent de cop d'estat del 5 de març de 1969 liderat pel ministre d'Afers exteriors, Atanasio Ndongo i el delegat de Guinea Equatorial en les Nacions Unides, Saturnino Ibongo Iyanga.
Va morir a la presó a conseqüència d'una gangrena produïda a causa de les ferides sofertes durant la seva detenció. La seva mort va ser coneguda el 15 de març. Núria Mercè, la vídua d'Armando Balboa, espanyola d'origen, i els seus cinc fills, van sol·licitar protecció de l'Ambaixada d'Espanya en Malabo, i van obtenir-la.